# Kozalj Vrh
Kozalj Vrh – wieś w Chorwacji, w żupanii karlowackiej, w mieście Duga Resa. W 2011 roku liczyła 91 mieszkańców.